# PNC Field
O PNC Field é um estádio localizado em Moosic), estado da Pensilvânia, nos Estados Unidos, possui capacidade total para 10.000 pessoas, é a casa do Scranton/Wilkes-Barre RailRiders, o estádio foi inaugurado em 1989 e renovado em 2013.